# Le Fau
Le Fau település Franciaországban, Cantal megyében. Lakosainak száma 31 fő (2022. január 1.). Le Fau Le Falgoux, Fontanges, Saint-Paul-de-Salers és Saint-Projet-de-Salers községekkel határos.

## Népesség
A település népességének változása:
| Lakosok száma | 152  | 80   | 60   | 29   | 28   | 31   | 29   | 28   | 28   | 31   |
|               | 1968 | 1982 | 1990 | 2006 | 2013 | 2015 | 2017 | 2019 | 2020 | 2022 |